# Estació d'Alcalá de Henares Universidad
L'estació d'Alcalá de Henares Universidad abans dita Alcalá Universidad (Alcalà Universitat) és un baixador ferroviari espanyol situat a la zona est d'Alcalà, entre el campus de la universitat d'Alcalà i el centre comercial Cuadernillos. Forma part de les línies C-2 i C-8 de la xarxa de Rodalies Madrid, operada per Renfe.
Té una entrada principal, a prop de la universitat i l'altra més petita al costat contrari que dona a un pàrking. No n'està senyalitzada i n'es troba a l'extrem de l'andana direcció Guadalaixara.
L'estació es troba al punt quilomètric 36,7 de la línia fèrria d'ample ibèric que uneix Madrid amb Barcelona a 595 metres d'altitud.
L'estació fou inaugurada en desembre de 1975 com a part de la línia C-2. Des del 5 de novembre de 2018, la línia C-8 també té servei a l'estació.
Té servei CIVIS que la connecta directament amb les principals estacions de la xarxa de Rodalies de la línia C-2 amb menys parades intermitjanes.

## Serveis ferroviaris

### Rodalies
| procedència/destí | < estació         | Línia | estació > | destí/procedència |
| ----------------- | ----------------- | ----- | --------- | ----------------- |
| Chamartín         | Alcalá de Henares | C-2   | Meco      | Guadalajara       |
| Cercedilla        | Alcalá de Henares | C-8   | Meco      | Guadalajara       |